# Шлях фламінго
Шлях фламінго (англ. Flamingo Road) — американська мелодрама режисера Майкла Кертіца 1949 року.

## Сюжет
У Болдон-сіті, містечку на Півдні США, танцівниця Лейн Белламі, яка виступає з комічними номерами на ярмарках, йде від свого імпресаріо, за яким женуться кредитори. Вона залишається без грошей і даху над головою. Помічник шерифа Філдінг Карлайл бере її під свій захист і влаштовує в ресторан офіціанткою. Карлайл у всьому підкоряється своєму начальнику Тіту, найвпливовішій людині у місті. Тіт хоче зробити Карлайла сенатором і навіть губернатором. Тіт закоханий у владу, і його методи далекі від традиційних. Він планує одружити Карлайла на багатій спадкоємиці, чий стан послужить кар'єрі чоловіка, і негайно бачить в Лейн суперницю, оскільки його протеже виявляє до неї інтерес. Він домагається її звільнення з ресторану і вимагає, щоб вона покинула місто. Лейн приходить до Тіта порозумітися. Розмова йде на підвищених тонах: Лейн дає Тіту ляпаса і клянеться, що не поїде. Тоді Тіт садить її під арешт за непристойну поведінку.

## У ролях
- Джоан Кроуфорд — Лейн Белламі
- Захарі Скотт — Філдінг Карлайл
- Сідні Ґрінстріт — шериф Тіт Семпл
- Девід Брайан — Ден Рейнольдс
- Гледіс Джордж — Лут Мей Сандерс
- Вірджинія Хьюстон — Аннабель Велдон
- Фред Кларк — Док Вотерсон
- Гертруда Майкл — Міллі
- Еліс Вайт — Грейс
- Сем МакДеніел — Ботрайт
- Тіто Вуоло — Піт Ладас